# Frank Cottrell Boyce

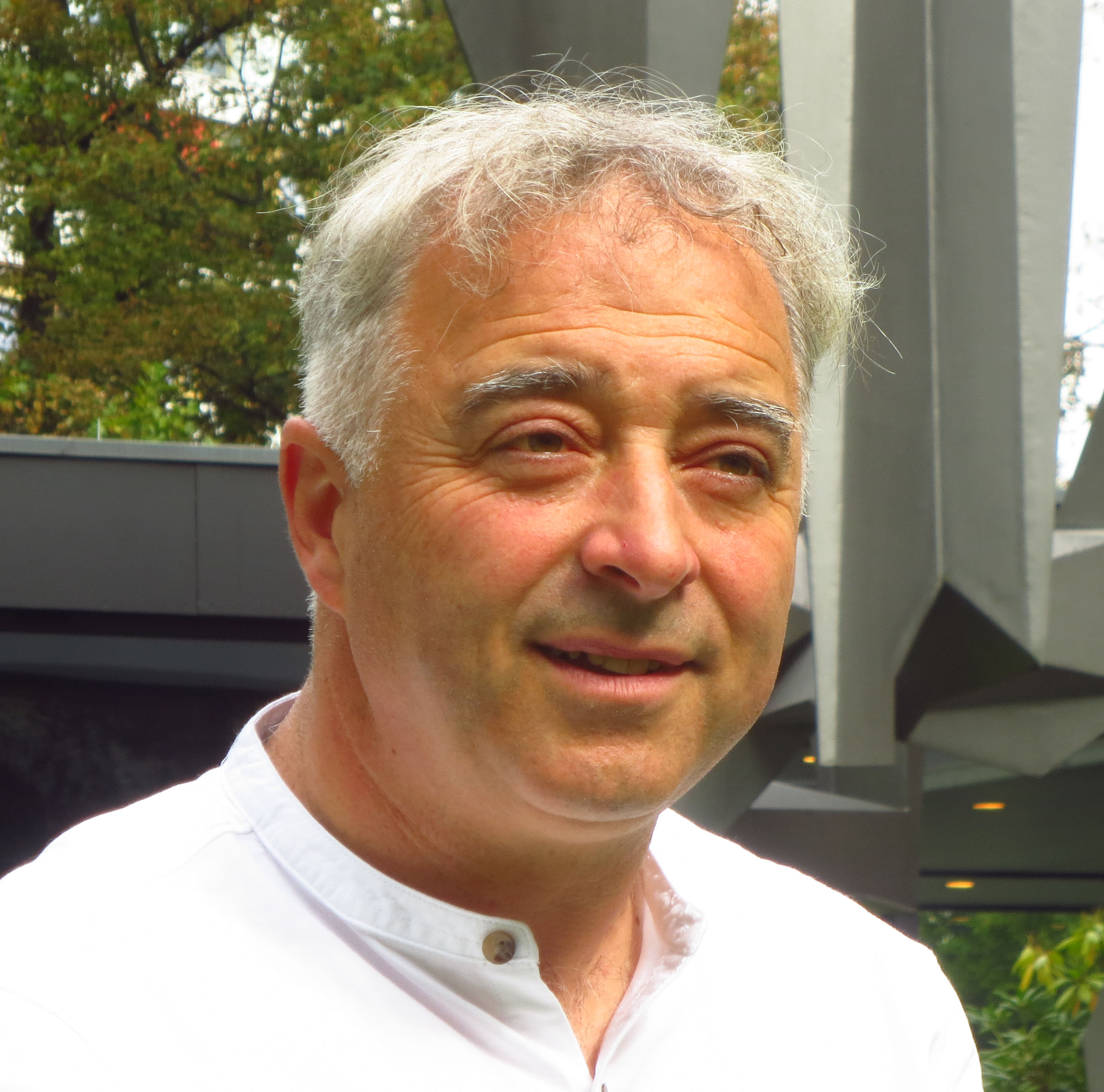
Frank Cottrell Boyce (2015 beim Kinder- und Jugendprogramm des Internationalen Literaturfestivals Berlin)

Frank Cottrell Boyce (* 23. September 1959 in Rainhill, Merseyside, England; Familienname Cottrell Boyce) ist ein britischer Autor von Büchern, Drehbüchern und Theaterstücken, außerdem Universitätsprofessor. Cottrell Boyce verfasste seit 1987 Drehbücher für neun Fernsehserien, 13 Kinospielfilme, drei Fernsehspielfilme sowie für die Eröffnungsfeier der Olympischen Sommerspiele 2012.
Außerdem veröffentlichte er seit 2004 neun Romane für junge Leser, von denen sechs in deutschsprachiger Übersetzung vorliegen. Zu seinen bekanntesten Büchern gehören Millionen und seine Tschitty-Trilogie, in der er Ian Flemings Kinderbuchklassiker Tschitti Tschitti Bäng Bäng weitererzählt. Außerdem veröffentlichte er verschiedene Kurzgeschichten, Hörspiele und Theaterstücke. Cottrell Boyce´s Drehbücher wurden unter anderem von Michael Winterbottom und Danny Boyle verfilmt.
Für seine Bücher erhielt er national wie international ein positives Presseecho und wurde er unter anderem mit den bedeutendsten Preisen der englischen und deutschen Kinder- und Jugendliteraturszene ausgezeichnet, darunter die Carnegie Medal (2004), der Luchs des Jahres (2004), der Guardian Children’s Fiction Prize (2012), der Deutsche Jugendliteraturpreis (2013) und der James Krüss Preis für internationale Kinder- und Jugendliteratur (2015). Das neueste Drehbuch verfasste Cottrell Boyce für den Kinospielfilm Die Liebe seines Lebens (2013). Sein neuester Kinderroman ist The Astounding Broccoli Boy (2015). Am 9. September 2015 hielt er die Eröffnungsrede des Kinder- und Jugendprogramms beim 15. Internationalen Literaturfestival Berlin, die den Titel Open The Castle Gates trug. Cottrell Boyce lebt in Blundellsands bei Liverpool.

## Leben und Werk

### Allgemeines
Cottrell Boyce wurde in Rainhill geboren und studierte Englisch an der Oxford University. Er schloss sein Studium mit einem Bachelor of Arts und einem Doktortitel ab und zog anschließend zurück in seine Heimatstadt. Eine Zeitlang arbeitete er als Fernsehkritiker für das Magazin Living Marxism.
Cottrell Boyce schrieb das Drehbuch für die zweitägige Vorstellung The Return of Colmcille in Londonderry (2013). Er lehrt als Professor of Reading and Communication an der Arts and Humanities-Fakultät am Institut für Politics History Media and Communication der Liverpool Hope University. Cottrell Boyce ist Mitinhaber der in Merseyside ansässigen Filmproduktionsfirma Northern Soul Film Productions. Sich selbst sieht Cottrell Boyce weniger als Universitätsmitarbeiter und Drehbuchautor, sondern vielmehr als Kinderbuchautor:

„I´m definitely a children´s writer, that´s what I want to be. I´m always trying to get rid of everything else. I´m not particularly mad about doing any other movies. The movies I´m doing are ones that have been on the blocks for a long time.“

Regelmäßig weist Cottrell Boyce auf die Bedeutung des Erzählens von Geschichten hin:

„We´re in danger of being a society that has that short-term memory. […] We don´t know who we are, and we don´t know what we´re for. I think that can happen, and it´s storytellers who can save us from that.“

Cottrell Boyce ist Herausgeber der Heroes-Buchreihe, deren Ziel es ist, auch weniger leseaffinen Kindern und Jugendlichen einen Zugang zu Literatur zu ermöglichen. Über die Gründe seiner Mitwirkung an dem Projekt sagte er 2012:

„I got involved in the Heroes project because I like the idea of doing something about reading for pleasure, just for fun – books, that were short enough to enjoy all the way through, and want to deliver thrills and spills and laughs. […] It´s really really important that kids learn to read. And I´m not talking about literacy. I´m not talking about being able to interpret persuasive language or spot wow-words or anything like that. I´m talking about take pleasure in a book.“

Auf die Fragen nach seinen »5 favourite things« antwortete Cottrell Boyce im Februar 2013 dem Telegraph mit »Tölpel«, »mein Fahrrad«, »saubere, frische Betten«, »Neapel ´44 von Norman Lewis« und »Loch Skeen in Dumfries und Galloway«. Auf die Frage nach literarischen Vorbildern im November 2013 mit Deutschlandradio nannte Cottrel Boyce Rainer Maria Rilke, Edith Nesbit, Roald Dahl, Ian Fleming und Erich Kästner. Für die von Schriftstellern kuratierte Ausstellung Das außergewöhnliche Buch des Internationalen Literaturfestivals Berlin empfahl Cottrell Boyce Erich Kästners Emil und die Detektive.
Cottrell Boyce ist verheiratet und hat sieben Kinder. Er lebt in Blundellsands bei Liverpool.

### Drehbücher
Cottrell Boyces Einstieg in das Filmgeschäft begann 1995, als er das Originaldrehbuch für Butterfly Kiss schrieb. Inzwischen gilt er als einer der renommiertesten Drehbuchschreiber seiner Zeit. Regisseure wie Michael Winterbottom verfilmten seine Drehbücher, darunter 24 Hour Party People. Auch für den Kinospielfilm Die Liebe seines Lebens (2013) verfasste Cottrell Boyce das Drehbuch. Derzeit arbeitet Cottrell Boyce an einem Filmskript, das auf seinen drei Tschitty-Büchern basiert. Der US-amerikanische Filmkritiker Roger Ebert bezeichnete Cottrell Boyce als »the most original and versatile screenwriter« Großbritanniens.

### Bücher
Als Romanautor ist Cottrell Boyce sehr erfolgreich und wurde vielfach ausgezeichnet. Mit dem Verfassen von Büchern begann er allerdings erst im Alter von 45 Jahren. Bis heute schrieb er mit Millions (2004), Framed (2005), Cosmic (2008), Desirable (2008), The Unforgotten Coat (2011), Chitty Chitty Bang Bang Flies Again (2011), Chitty Chitty Bang Bang and the Race Against Time (2012), Chitty Chitty Bang Bang – Over the Moon (2013) und The Astounding Broccoli Boy (2015) neun Romane für junge Leser.
Millions sollte eigentlich ein Drehbuch werden, bis ihm Danny Boyle empfahl, ein Buch daraus zu machen. Millions wurde mit zahlreichen Preisen ausgezeichnet und 2004 von Danny Boyle verfilmt. 2010 erschien Millions auch als Theaterstück. The Unforgotten Coat schrieb Cottrell Boyce für die Organisation The Reader Organisation, die 50.000 Exemplare des Buches kostenlos verteilte. Mit seinen drei Chitty Chitty Bang Bang-Büchern greift er den Kinderbuchklassiker Tschitti Tschitti Bäng Bäng von Ian Fleming auf.
Cottrell Boyces sieben Kurzgeschichten The Part Of Me That Died (2007), Permanent Granite Sunrise (2008), Continuous Manipulation (2008), Temporary (2009), Aaahhh! (2009), Every Little Helps (2011) und The Pitch (2011) erschienen in unterschiedlichen Anthologien. Seine Kurzgeschichtensammlung Triple Word Score erscheint im Februar 2016.
Verschiedene von Cottrell Boyces Drehbüchern liegen auch als veröffentlichte Bücher vor.
Von Cottrell Boyces Romanen liegen mit Millionen (2004), Meisterwerk (2006), Galaktisch (2009), Der unvergessene Mantel (2012), Tschitti – Das Wunderauto fliegt wieder (2013) und Tschitti – Im Wettrennen gegen die Zeit (2014) sechs Romane in deutschsprachiger Übersetzung vor, die alle von Salah Naoura aus dem Englischen übersetzt wurden.
Insgesamt wurden Bücher von Cottrell Boyce in 16 Sprachen übersetzt (Arabisch, Chinesisch, Deutsch, Dänisch, Finnisch, Französisch, Italienisch, Japanisch, Koreanisch, Persisch, Portugiesisch, Russisch, Slowenisch, Spanisch, Serbisch, Tschechisch).
National wie international wurde Cottrell Boyce mit wichtigen literarischen Auszeichnungen für sein schriftstellerisches Werk bedacht.

### Olympische Sommerspiele 2012

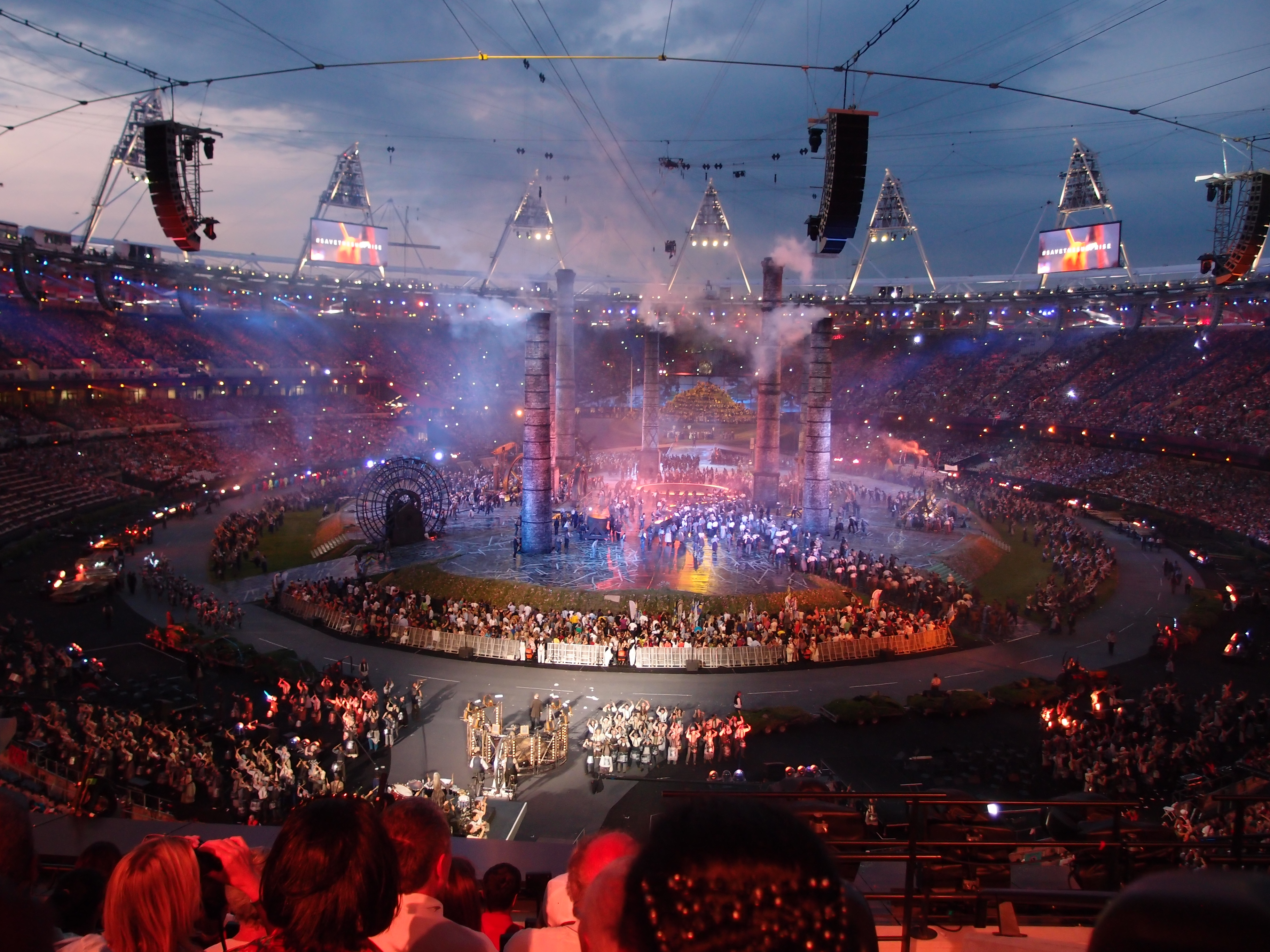
Ausschnitt aus der Eröffnungsfeier der Olympischen Sommerspiele 2012, für die Cottrell Boyce das Drehbuch verfasste

Weltweite Bekanntheit erlangte Cottrell Boyce für das Verfassen des Drehbuchs zur Eröffnungsfeier der Olympischen Sommerspiele 2012, die am 27. Juli im Olympiastadion London stattfand und den Titel The Isles of Wonder trug. Hauptelemente der fast vierstündigen Show waren die Entwicklung vom traditionellen Landleben über die industrielle Revolution bis zum heutigen Alltag sowie die Vorstellung Großbritanniens als Kulturnation. Königin Elisabeth II. nahm die offizielle Eröffnung vor, sieben Nachwuchsathleten entzündeten die olympische Flamme und rund 900 Millionen Zuschauern verfolgt die Veranstaltung im Fernsehen. Grundlage des Drehbuchs war William Shakespeares Theaterstück Der Sturm. Über das Konzept der Eröffnungsfeier sagte Cottrell Boyce:

„Maybe you shouldn´t have been able to interpret it that much, because it was about wonder. The theme of the show was to take things that we´re very familiar with, and make them seem again wonderful to us: the things that you know about the industrial revolution and the internet, and say ‚Aren´t these things astonishing, that we live in the middle of?‘ and to kind of re-polish the pattern of life. So maybe it´s alright that you were a little bit bewildered.“

Cottrell Boyce äußerte sich auch darüber, was die Besonderheit des Vereinigten Königreichs, wie es heute besteht, ausmacht:

„Maybe that is what is good about union. We have these hurts, we have these grudges, we have these differences… but we can tolerate them in each other because we find each other worth the trouble.“

Bis zuletzt war sich Cottrell Boyce unsicher, ob die Eröffnungsfeier vom Publikum und der Presse gut angenommen werden würde:

„People around us thought it might need defending, so I was told to do press the next morning. I was completely surprised [von den positiven Reaktionen]. A lot of people were surprised. But I don´t think Danny [Boyle, Regisseur der Eröffnungsfeier] was surprised. Danny never blinked. At no point did he show any feeling that it was going to be anything but amazing. And he was right.“

Die Eröffnungsfeier ist auf Blu-ray und DVD erschienen.

### Politik
Anfang März 2014 äußerte sich Cottrell Boyce kritisch über das Referendum über die Unabhängigkeit Schottlands vom Vereinigten Königreich Großbritannien und Nordirland, das am 18. September 2014 stattfand:

„Maybe that is what is good about union. We have these hurts, we have these grudges, we have these differences… but we can tolerate them in each other because we find each other worth the trouble.“

## Presseschau

### Allgemeine Bedeutung
„Frank is such a hugely influential figure in Britain´s popular culture, with an extraordinarily rich and diverse portfolio.“

„Spannung, Humor und Anteilnahme prägen die erzählenden Kinder- und Jugendbücher von Frank Cottrell Boyce. […] Er schont seine Heldinnen und Helden nicht, bricht die Dramatik aber stets durch seinen funkensprühenden Humor. […] Seine Bücher sind eine Schule des genauen Hinsehens; ihr Witz, ob im Umgang mit der Sprache oder auch mit Bildern, durchbricht die gewohnten oberflächlichen Wahrnehmungen. […] In jedem Buch und jeder Erzählung fragt er mit leichter Hand immer neu danach, was das Geschichten-Erzählen zur Selbstfindung jedes Einzelnen und zum Gedächtnis einer Gesellschaft beitragen kann.“

### Millions(2004) /Millionen(2004)
„Denn das ist das Besondere an diesem außergewöhnlichen Roman: Man liest ihn, verlockt von dem Plot, den spritzigen Abenteuern und den federleichten Dialogen, in einem Zug durch, oft mit Tränen in den Augen, weil man so lachen muß – Unterhaltung pur, Heiterkeitskitzeln im Zwerchfell und wunderbare Zerstreuung. Dazu ist die deutsche Übersetzung eine reine Sprachfreude. Im Moment des Weglegens merkt man jedoch zur eigenen Überraschung, daß dies gar nicht nur ein komisches und witziges Buch war. Es hat vielmehr eine ganze Menge ernsthafte Dinge angesprochen, über die wir alle hin und wieder ins Grübeln kommen. Irgendwie sind wir durch die vergnügte Lektüre ansatzweise etwas klüger geworden. Jedenfalls besteht die Chance dazu. Wer wie Boyce erreichen kann, über Ironie und Witz und über das Lachen seine Leser ein klein wenig zu verändern, der verfügt über ein viel zu selten anzutreffendes Talent. Dies bringt er hier brillant zur Geltung. Sein Roman ist ein Schmuckstück.“

„Vorsicht, hier ist Zurückhaltung geboten! Denn manche Bücher gelingen auf so unspektakuläre Weise, dass ihnen allzu dick aufgetragene Honneurs nur schaden würden. Es bedarf eines möglichst unbefangenen Lesens, um den behutsamen, aber nachhaltigen Sog, den sie entfalten, nicht abreißen zu lassen. Frank Cottrell Boyce' Millionen ist ein solches Buch. […] Und mit Damian als Erzähler ist aus Millionen ein witziger, hintergründiger, kurzum absolut lesenswerter Kinderroman geworden, der aber auch jenseits der originären Zielgruppe gut zu unterhalten weiß. Und wer hier nur die Binse mitnimmt, dass Geld allein nicht glücklich macht, ist schlicht ein hoffnungsloser Fall – aber auch für diesen gibt es bestimmt reichlich Schutzheilige.“

„Immer auf der Suche nach witzigen und literarisch herausragenden Büchern, eine Kombination, die in der Kinderliteratur leider nicht allzu häufig zu finden ist, kann man über den Roman Millionen des englischen Autors Frank Cottrell Boyce nur jubeln. Ein wenig Sinn für den ganz speziellen, sehr schrägen englischen Humor sollte der Leser allerdings mitbringen, sonst entgeht ihm vielleicht der Witz dieses grandiosen Kinderbuchs.“

„Die Millionen-Geschichte des Drehbuchautors Boyce ist ein humoristisches Glanzstück.“

„Eine literarische Achterbahnfahrt, abgefedert durch philosophische Erwägungen über Geld und Gott, jene Segnungen und Verlockungen, denen jeder ausgesetzt ist, der sich mit dem Leben herumschlagen muss, also ein echter Familienroman.“

### Framed(2005) /Meisterwerk(2006)
„Wer Seite 318 erreicht hat und somit das Ende des Romans, wird vermutlich eigenartige Phänomene an sich beobachten. Statt Entspannung viele spannende Fragen. Stand Londons Bankenviertel vor kurzem unter Wasser? Wurden deshalb die Gemälde der Nationalgalerie ausgelagert? Später wird die Straßenkarte Großbritannien und Irland studiert. Was haben Monets Badende in La Grenouillère mit dem walisischen Manod zu tun? Nebenbei wirft man scheue Blicke auf den Kunstkalender im Badezimmer. Van Goghs Sonnenblumen beunruhigen. Schließlich der Anruf bei einem Fachmann: Sind die Ninja Turtles eigentlich ausgestorben? Solche und ähnliche Irritationen könnte das neue Meisterwerk des Luchs des Jahres 2004-Preisträgers Frank Cottrell Boyce (Millionen) auslösen.“

„Es gelingt leider selten, dass ein Jugendbuch gleichzeitig mit literarischem Tiefgang, schrägem Humor, fulminanter Spannung und originellen Figuren ausgestattet ist. Schon in seinem ersten Roman Millionen hat Frank Cottrell Boyce bewiesen, dass er zu einer solchen Leistung fähig ist. Sein zweites Buch heißt Meisterwerk, in Anspielung auf die Kunstwerke, um die es hier unter anderem geht. Ein unbeabsichtigtes Wortspiel, denn mit diesem Schelmenroman ist dem Autor selbst ein Meisterwerk gelungen.“

„Und daß wir auf den Schultern von Riesen stehen, daß Kunst glücklich macht, daß sie das Dasein und das Dortsein feiert, weil das Dasein und das Dortsein das verdienen – das muß man erstmal mit so großer Lust und Leichtigkeit erklären wie Frank Cottrell Boyce.“

### Cosmic(2008) /Galaktisch(2009)
„Auf dieses Spektrum von Weltensprüngen muss man erst einmal kommen! Und dann – trotz größter anzunehmender Unwahrscheinlichkeiten – daraus eine Geschichte zu basteln, die logisch, spannend, erheiternd, realitätsnah und very sophisticated daherkommt, das können nur wenige.“

### The Unforgotten Coat(2011) /Der unvergessene Mantel(2012)
„Mindestens zwei Dinge faszinieren an Der unvergessene Mantel, dem neuesten Buch des britischen Autors Frank Cottrell Boyce (Millionen, Meisterwerk, Galaktisch): die Erzählweise und die Magie des Milieus. Die Erzählweise, weil Boyce scheinbar nahezu nebenbei die unwürdigen Lebensverhältnisse illegal aus anderen Kulturen eingewanderter Menschen in den Blickpunkt rückt.“

„In diesem Roman wird das nicht ganz neue Thema einer Kinderfreundschaft über kulturelle Hindernisse hinweg auf sehr überzeugende und kinderliterarisch ungewöhnliche Weise erzählt. Ungewöhnlich ist bereits die fiktive Erzählsituation in Form einer rückblickend aus der Sicht einer Erwachsenen erzählten Erinnerung, die durch Bilder ausgelöst wird. Die Polaroid-Fotos hat der fremde Freund des Mädchens aufgenommen, das die Erzählerin einmal war. Sie geben vor, eine ferne Welt zu zeigen, sind aber nichts weiter als sehr geschickte Inszenierungen des jungen Fotografen. So wird nicht nur die Freundschaft der Kinder zum Thema, sondern zugleich die Brüchigkeit von Erinnerungen und die Künstlichkeit kultureller Identitäten. Zumindest innerhalb der Binnenerzählung gibt es kein Happy End. Der exotische Zauber, mit dem der fremde Junge sich selbst und seinen kleinen Bruder umgibt, schützt sie nicht vor der ganz profanen Realität der Abschiebung und in dem Moment, in dem das Mädchen das Gespinst zu durchschauen beginnt, verliert es die beiden. Eine außergewöhnliche Erzählung über die Macht der Kunst und ihre Grenzen.“

„Abschiebung ist ein schwieriges Thema und doch schafft es der Autor, sich sensibel dem Thema zu nähern und es den kindlichen Lesern und Leserinnen nachzuerzählen. […] Damit schreibt Boyce ein politisches Buch, ohne jedoch in seinem Text moralisch oder pädagogisch zu wirken. Er wählt als Erzählinstanz eine zehnjährige Ich-Erzählerin, die kaum ahnt, was Abschiebung und Asyl bedeuten und daher das Handeln von Dschingis nicht immer versteht. Der erwachsene Leser wird erahnen, was sich hinter manchen Taten verbergen könnte.“

„Ein sprachliches und literarisches Kunstwerk ist Der unvergessene Mantel von Frank Cottrell Boyce. […] Ein poetisches, mit Polaroidbildern herzbewegend illustriertes Buch, das den Rahmen der bislang erschienenen ‚Migrantenbücher‘ in vielerlei Hinsicht absolut sprengt.“

### Chitty Chitty Bang Bang Flies Again(2011) /Tschitti – Das Wunderauto fliegt wieder(2013)
„Entstanden ist eine kurzweilige und schmunzelintensive Hommage an den Vorläufer und seinen Autor Ian Flemming. Boyce erzählt eine eigentlich hanebüchene Story […]. Das macht er so überzeugend und mit so viel Charme, dass man ihm jede noch so aberwitzige Wendung gerne abkauft und sich noch dazu köstlich amüsiert. Großartig auch die Charaktere, die er erschafft […].“

„Man kann dieses von Mr Boyce perfekt geschriebene und von Mr Naoura kongenial übersetzte Buch höchst verschieden lesen: als Plädoyer für eine sanfte und menschenfreundliche Technik (denn darum lieben wir alle den alten VW-Bus); als rasante Kaffeefahrt mit Werbung für sämtliche Produkte von Mr Fleming; oder einfach als Riesenspaß für abenteuerlustige Familien.“

## Werke

### Film
| Jahr           | Film | Regie                                                  | Funktion von Cottrell Boyce |
| -------------- | --- | ------------------------------------------------------ | --- |
| 1987–1989      | 4 Folgen der Fernsehserie Brookside: Double Talk (1987), Reconnection (1987), Fish (1989) und Glasses (1989)                    | unbekannt                                              | Autor |
| 1989           | 4 Folgen der Fernsehserie The Real Eddy English: Folgen 1.1, 1.2, 1.3 und 1.4                                                   | David Attwood                                          | Autor |
| 1990           | Kinospielfilm Forget About Me                                                                                                   | Michael Winterbottom                                   | Autor |
| 1991–1995      | 4 Folgen der Fernsehserie Coronation Street: Folgen 1.3207 (1991), 1.3243 (1991), 1.3399 (1992) und 1.3801 (1995)               | unbekannt (1991), Ian White (1992), Brian Mills (1995) | Autor |
| 1992           | 2 Folgen der Fernsehserie In Suspicious Circumstances: An Uncommon Murder und Unjust Deserts                                    | Simon Massey                                           | Autor (zusammen mit Jane Woodrow) |
| 1992           | 1 Folge der Fernsehserie Crime Story: All Good Friends                                                                          | Julian Jarrold                                         | Autor |
| 1993           | verschiedene Folgen der Fernsehserie A Woman's Guide to Adultery                                                                | David Hayman                                           | Autor |
| 1995           | Kinospielfilm Butterfly Kiss | Michael Winterbottom                                   | Idee (zusammen mit Michael Winterbottom) und Autor |
| 1996           | Kinospielfilm Saint-Ex | Anand Tucker                                           | Autor |
| 1996           | TV-Film Un angelo a New York / Ein Engel in New York                                                                            | Vinicius Mainardi                                      | Autor |
| 1997           | Kinospielfilm Welcome to Sarajevo                                                                                               | Michael Winterbottom                                   | Autor (nach dem Buch Natasha´s Story von Michael Nicholson) |
| 1997           | 4 Folgen der Fernsehserie Captain Star: The Edge of the Universe, The Atomic Alarm Clock, Day of the Zooties und The Worm Turns | Pete Bishop                                            | Urheber, Entwickler und/oder Autor (zusammen mit anderen) |
| 1998           | Kinospielfilm Hilary and Jackie / Hilary und Jackie                                                                             | Anand Tucker                                           | Autor (nach dem Buch A Genius in the Family von Hilary du Pré und Piers du Pré)                                                                                     |
| 2000           | Kinospielfilm Pandaemonium | Julien Temple                                          | Autor |
| 2000           | Kinospielfilm The Claim / Das Reich und die Herrlichkeit                                                                        | Michael Winterbottom                                   | Autor (nach dem Roman The Mayor of Casterbridge von Thomas Hardy)                                                                                                   |
| 2002           | Kinospielfilm 24 Hour Party People                                                                                              | Michael Winterbottom                                   | Autor |
| 2002           | Kinospielfilm Revengers Tragedy                                                                                                 | Alex Cox                                               | Autor (nach einem Theaterstück von Thomas Middleton) |
| 2003           | Kinospielfilm Code 46 | Michael Winterbottom                                   | Autor |
| 2004           | Kinospielfilm Millions / Millionen                                                                                              | Danny Boyle                                            | Autor und Darsteller |
| 2005           | Kinospielfilm A Cock and Bull Story                                                                                             | Michael Winterbottom                                   | Autor (nach dem Roman Leben und Ansichten von Tristram Shandy, Gentleman von Laurence Sterne), Cottrell Boyce wird dort auf eigenen Wunsch als Martin Hardy genannt |
| 2007           | Kinospielfilm Grow Your Own | Richard Laxton                                         | Autor (zusammen mit Carl Hunter) |
| 2008           | TV-Film God on Trial | Andy De Emmony                                         | Autor |
| 2009           | TV-Film Framed | Andy De Emmony                                         | Autor, Darsteller und Produzent |
| 2012           | London 2012 Olympic Opening Ceremony – Isles of Wonder                                                                          | Danny Boyle                                            | Autor (zusammen mit Danny Boyle) Zeremonie auch auf DVD und Blu-ray erschienen                                                                                      |
| 2013           | Kurzfilm Treasure | Joe Cottrell Boyce, Chris Howard                       | Darsteller |
| 2013           | Kinospielfilm The Railway Man                                                                                                   | Jonathan Teplitzky                                     | Autor (zusammen mit Andy Paterson, nach der Autobiografie von Eric Lomax)                                                                                           |
| 2014           | eine Episode der TV-Serie Dr. Who, Staffel 8, Episode 10: In the Forest of the Night                                            | Sheree Folkson                                         | Autor |
| noch unbekannt | Tschitty-Film (tatsächlicher Titel noch unbekannt)                                                                              | noch unbekannt                                         | Autor |